# Xã Verdi, Quận Lincoln, Minnesota
Xã Verdi (tiếng Anh: Verdi Township) là một xã thuộc quận Lincoln, tiểu bang Minnesota, Hoa Kỳ. Năm 2010, dân số của xã này là 206 người.